# Тсваналенд

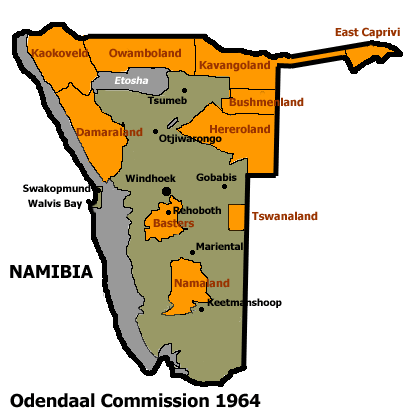
бантустан Тсваналенд на сучасній карті Намібії

Тсваналенд (сетсвана. Tswanaland) — бантустан часів апартеїда в регіоні Омахеке на території сучасної Намібії. Був створений в рамках режиму апартеїду як батьківщина для народу тсвана, що проживає на цій території.
Створення бантустана в 1968 році було результатом політики окремого розвитку чорношкірого населення, що уряд Південної Африки реалізовував в рамках своєї системи апартеїду в період окупації та адміністрації колишньої німецької колонії в Південно-Західній Африці.
Бантустан займав площу 1554 км² і мав населення 10 000 чоловік на момент створення. Найбільш поширеним мовою в цьому регіоні була мова Сетсвана (також звана сетсвана), яка належить до мов банту.
Тсваналенд, як і інші бантустани в Південно-Західній Африці, був скасований у травні 1989 році і в 1990 році увійшов до складу незалежної Намібії.